# Cheiracanthium ienisteai
Cheiracanthium ienisteai es una especie de araña del género Cheiracanthium, familia Cheiracanthiidae, suborden Araneomorphae. Fue descrita científicamente por Sterghiu en 1985.

## Distribución
Se distribuye por Rumania y Albania.